# ルチアーノ・サルチェ
ルチアーノ・サルチェ（Luciano Salce, 1922年9月25日 - 1989年12月17日）は、イタリアの映画監督、脚本家、俳優である。死因は、心筋梗塞。

## 来歴・人物
1922年（大正11年）9月25日、ラツィオ州ローマ県ローマに生まれる。
満24歳になる1946年（昭和21年）、ルイジ・ザンパ監督の『ヴァカンスのアメリカ人』に出演したのが、もっとも古い出演記録で、以降、映画に多く出演する。
1950年（昭和25年）、ブラジルにわたり、テアトロ・ブラジレイロ・デ・コメディアの芸術監督となる。1951年（昭和26年）、トム・ペインおよびアビリオ・ペレイラ・デ・アルメイダ共同監督によるブラジル映画『アンジェラ』に出演、1953年（昭和28年）には、ブラジル映画『バランスをとる蚤』を監督して、監督業に進出する。1950年代後半にはイタリアに戻り、ラジオ番組等に出演し、またその後もコメディを中心に映画出演を続ける傍ら、自らもコメディを中心に監督した。
1966年（昭和41年）8月7日、ディレッタ・ダンドレアとの間に、後の俳優・映画監督のエマヌエーレ・サルチェが生まれる。のちに離婚、ディレッタは1970年（昭和45年）12月7日に俳優のヴィットリオ・ガスマンと再婚、サルチェの息子のエマヌエーレは、ガスマンの子どもたちとともに育てられた。
1989年（平成元年）12月17日、ラツィオ州ローマ県ローマで死去した。満67歳没。

## フィルモグラフィ

### 1940年代 - 1950年代
- 『ヴァカンスのアメリカ人』 Un americano in vacanza : 監督ルイジ・ザンパ、1946年 - 出演・「アメリカ人将校」役

- Caiçara : 監督アドルフォ・チェリ、1950年 - 声の出演
- 『アンジェラ』 Ângela : 監督トム・ペイン / アビリオ・ペレイラ・デ・アルメイダ、1951年 - 出演
- 『大地はつねに大地』 Terra É Sempre Terra : 監督トム・ペイン、1952年 - 出演
- 『バランスをとる蚤』 Uma Pulga na Balança : 1953年 - 監督
- Floradas na Serra : 1954年 - 監督・出演
- 『アンジェラ』 Angela : 監督エドアルド・アントン / デニス・オキーフ、1954年 - 出演
- 『小さな郵便』 Piccola posta : 監督ステーノ、1955年 - 出演
- 『守衛と泥棒と家政婦』 Guardia, ladro e cameriera : 監督ステーノ、1958年 - 出演・「ドイツ人伯爵」役
- 『トト、月へ行く』 Totò nella luna : 監督ステーノ、1958年 - 出演・「フォン・ブラウン」役
- 『海辺の典型たち』 Tipi da spiaggia : 監督マリオ・マットリ、1959年 - 出演・「精神分析医イオネスク」役

### 1960年代
- 『ティベリオのお祭り騒ぎ』 I baccanali di Tiberio : 監督ジョルジオ・シモネッリ、1960年 - 出演・「コロネッロ」役
- Vita col padre e con la madre : 監督ダニエーレ・ダンツァ、テレビ映画、1960年 - 出演
- 『馬に乗ったカービン銃兵』 Il carabiniere a cavallo : 監督カルロ・リッツァーニ、1961年 - 出演・「司祭」役
- 『ファシスト』 Il federale : 1961年 - 監督・脚本・出演・「ドイツ将校」役
- 『狂ったバカンス』（別題『遊んだだけよ』） La voglia matta : 1962年 - 監督・脚本・サウンドトラック（楽曲"La tua stagione"の作曲）・ノンクレジット出演・「ビジガート」役
- 『理想境』 La cuccagna : 1962年 - 監督・脚本・ノンクレジット出演・「大佐」役
- Le pillole di Ercole : 1962年 - 監督・脚本
- Gli onorevoli : 監督セルジオ・コルブッチ、1963年 - 出演・「招待客」役
- 『地上最笑の作戦』 Il giorno più corto : 監督セルジオ・コルブッチ、1963年 - 出演・「ドイツ将校」役
- 『愛の時間』 Le ore dell'amore : 1963年 - 監督・脚本・ノンクレジット出演
- La ragazza di mille mesi : 監督ステーノ、1963年 - 出演・役名 La Psicanalista
- Alta infedeltà : 参加監督フランコ・ロッシ / エリオ・ペトリ / ルチアーノ・サルチェ / マリオ・モニチェリ、オムニバス、1964年 - 監督（一挿話 "La Sospirosa" 篇）
- 『スラローム』 Slalom : 1965年 - 監督
- 『若い修道女たち』 Le monachine : 1965年 - 監督
- Le Fate : 参加監督マウロ・ボロニーニ / マリオ・モニチェッリ / アントニオ・ピエトランジェリ / ルチアーノ・サルチェ、オムニバス、1966年 - 監督・脚本（一挿話 "Fata Sabina" 篇）
- 『エル・グレコ』 El Greco : 1966年 - 監督・台詞
- 『イタリア式愛のテクニック』 Come imparai ad amare le donne : 1966年 - 監督
- 『ゆかいな結婚』 Ti ho sposato per allegria : 1967年 - 監督・脚本
- 『セックス・パニック/愛欲のイタリア女族物語』 Le dolci signore : 監督ルイジ・ザンパ、1968年 - 出演・「精神分析医」役
- 『女と男と金』 Oggi, domani, dopodomani : 参加監督ルチアーノ・サルチェ / マルコ・フェレーリ / エドゥアルド・デ・フィリッポ、オムニバス、1968年 - 監督・脚本（一挿話 "La moglie bionda" 篇） / 出演・役名 Arturo Rossi（一挿話 "L'ora di punta" 篇）、「サルチェ」名義
- 『ああ甘美なキスと優美な愛撫』 Oh dolci baci e languide carezze : 監督ミーノ・グエッリーニ、1969年 - 脚本・出演
- 『クーデタ』 Colpo di stato : 1969年 - 監督・脚本・出演・本人役
- 『黒い羊』 La pecora nera : 1969年 - 監督・原案・脚本
- Il prof. Dott. Guido Tersilli : 1969年 - 監督

### 1970年代
- Basta guardarla : 1970年 - 出演・役名 Farfarello・監督・脚本
- 『姦淫を犯してはならない』 Non commettere atti impuri : 監督ジュリオ・ペトローニ、1971年 - 出演・「ダミアーノ」役
- Mazzabubù... quante corna stanno quaggiù? : 監督マリアーノ・ラウレンティ、1971年 - 出演・役名 Il critico d'arte
- Il provinciale : 1971年 - 監督
- 『黄金の7人・1+6/エロチカ大作戦』 Homo Eroticus : 監督マルコ・ヴィカリオ、1971年 - 出演・「アキッレ・ランプニャーニ」役
- 『既婚の司祭』 Il prete sposato : 監督マルコ・ヴィカリオ、1971年 - 出演・「トレッリ閣下」役
- 『労働組合員』 Il sindacalista : 1972年 - 監督
- Anche se volessi lavorare, che faccio? : 監督フラヴィオ・モゲリーニ、1972年 - 出演・「ドリゴ元帥」役
- Ettore lo fusto : 監督エンツォ・G・カステッラーリ、1972年 - 出演・「メルクリオ」役
- 『メス、白いマフィア』 Bisturi, la mafia bianca : 監督ルイジ・ザンパ、1973年 - 出演・「エンリコ」役
- 『俺とあいつ』 Io e lui : 1973年 - 監督・脚本
- 『人妻は暴行された』 La signora è stata violentata : 監督ヴィットリオ・シンドーニ、1973年 - 出演・「閣下」役
- 『ある男、ある街』 Un uomo, una città : 監督ロモロ・グェッリエリ、1974年 - 出演・「パオロ・フェッレーロ」役
- 『最愛の孫たち』 Nipoti miei diletti : 監督フランコ・ロッセッティ、1974年 - 出演・「ドン・ヴィットーリオ」役
- 『恋人よ私を傷つけないで』 Amore mio non farmi male : 監督ヴィットリオ・シンドーニ、1974年 - 出演・「カルロ・フォシーニ」役
- 『タフ・ガイズ』 Tough Guys : 監督ドゥッチオ・テッサリ、1974年 - 出演・役名 The bishop
- 『母の誕生日に最愛の母へ』 Alla mia cara mamma nel giorno del suo compleanno : 1974年 - 監督・脚本
- 『夜間試合の分署長』 Commissariato di notturna : 監督グイド・レオーニ、1974年 - 出演・「ルイジ・コラチオッピ閣下」役
- 『執事』 Il domestico : 監督ルイジ・フィリッポ・ダミーコ、1974年 - 出演・「映画監督」役
- 『バラは返り咲く』 Son tornate a fiorire le rose : 監督ヴィットリオ・シンドーニ、1975年 - 出演
- 『君は何座?』 Di che segno sei? : 監督セルジオ・コルブッチ、1975年 - 出演・「レオナルド伯爵」役
- 『ギャグ王世界一/ファントッツィ』 Fantozzi : 1975年 - 監督・脚本
- 『ファントッツィ二度目の悲劇』 Il secondo tragico Fantozzi : 1976年 - 監督・脚本
- 『女衒たち』 I prosseneti : 監督ブルネッロ・ロンディ、1976年 - 出演・「ジョルジョ」役
- 『アヒルのオレンジ風味』 L'anatra all'arancia : 1976年 - 監督
- Ride bene... chi ride ultimo : 監督マルコ・アレアンドリ / ジーノ・ブラミエーリ / ピーノ・カルーゾ / ヴァルテル・キアーリ、オムニバス、1977年 - 出演
- 『大統領夫人』 La presidentessa : 1977年 - 監督・出演
- 『求められるラテン男』 Maschio latino cercasi : 監督ジョヴァンニ・ナルツィージ、1977年 - 出演
- 『雌猫は豚脂を好む』 Tanto va la gatta al lardo... : 監督マルコ・アレアンドリ、1978年 - 出演・「アミルカーレ」役
- 『笑いと諧謔』 Ridendo e scherzando : 監督マルコ・アレアンドリ、1978年 - 出演
- 『ドイツから来たドイツ人クランツ教授』 Professor Kranz tedesco di Germania : 1978年 - 監督
- 『女性の欲求』 Voglia di donna : 監督フランコ・ボッタリ、1978年 - 出演・「狂人」役
- 『美人も醜いのもみな笑う』 Belli e brutti ridono tutti : 監督ドメニコ・パオレッラ、1979年 - 出演・「サントゥッチ」役
- 『ヴァカンスにはどこへ行く?』 Dove vai in vacanza? : 1979年 - 監督（一挿話 "Sì buana" 篇）
- Riavanti... Marsch! : 1979年 - 監督・脚本
- L'affittacamere : 監督マリアーノ・ラウレンティ、1979年 - 出演・「エドゥアルド・セッレベーニ」役

### 1980年代
- 『妻と二人の友人と四人の愛人』 Una moglie, due amici, quattro amanti : 監督ミケーレ・マッシモ・タランティーニ、1980年 - 出演
- 『美しい…国』 Il... Belpaese : 1980年 - 監督・脚本
- 『会計士アルトゥーロ・デ・ファンティ、銀行員 - 非常勤』 Rag. Arturo De Fanti, bancario - precario : 1980年 - 監督・原案・脚本
- 『ラブ・シシリアン・スタイル』 Perdutamente tuo... mi firmo Macaluso Carmelo fu Giuseppe : 監督ヴィットリオ・シンドーニ、1980年 - 出演・「男爵アルフォンソ・ラミーア」役
- 『アホは前に出ろ』 Vieni avanti cretino : 1982年 - 監督・出演・本人役（ノンクレジット）
- Quasi quasi mi sposo : 監督ヴィットリオ・シンドーニ、テレビ映画、1982年 - 出演
- Viaggio a Goldonia : 監督ウーゴ・グレゴレッティ、テレビ映画、1982年 - 出演
- Les joies de la famille Pinelli : 監督ジャン・ロート、テレビ映画、1982年 - 出演・「ジュゼッペ・ピネッリ」役
- Great Performances: The Innocents Abroad : テレビ映画、1983年 - 監督
- Vediamoci chiaro : 1984年 - 監督
- La bella Otero : 監督ホセ・マリア・サンチェス、テレビ映画、1984年 - 出演
- Quelli del casco : 1987年 - 監督

## 関連事項
- イタリア式コメディ
- ディレッタ・ダンドレア （it:Diletta D'Andrea）
- エマヌエーレ・サルチェ （Emanuele Salce [3]）

## 註
1. 1 2 3 4 5 6 7  Luciano Salce, インターネット・ムービー・データベース （英語）, 2011年2月1日閲覧。
2. 1 2 3 4 5 6  Luciano Salce, allmovie （英語）, 2011年2月1日閲覧。
3. 1 2 3  Emanuele Salce - IMDb（英語）, 2011年2月1日閲覧。